# Lijst van steden met tramlijnen in Japan

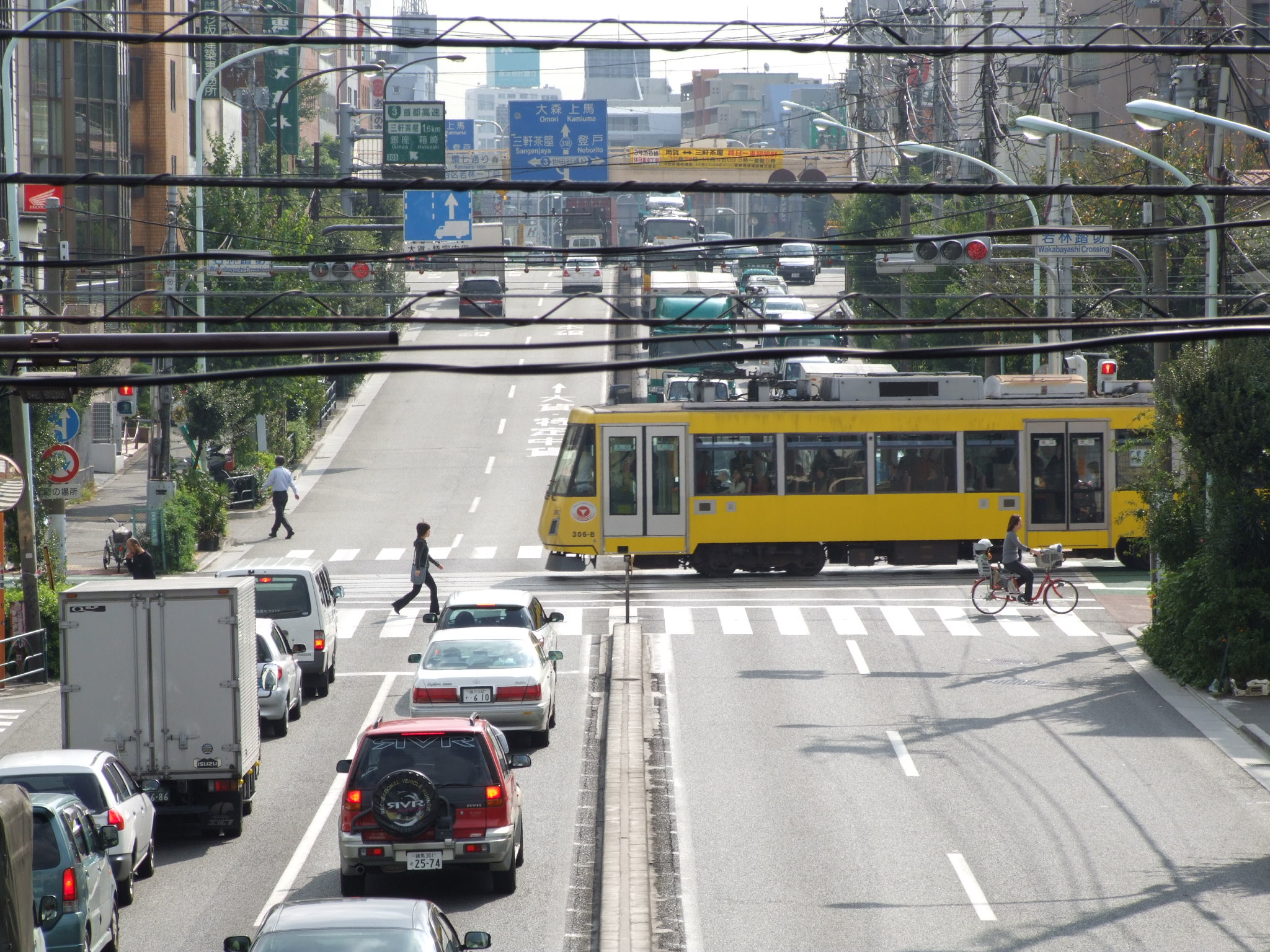
Tram in Tokio

Hieronder volgt een lijst van steden in Japan waar elektrische trams rijden of hebben gereden.
- Chiba
- Gifu
- Hakodate
- Imizu
- Hiroshima → Hiroden
- Kagoshima
- Kamakura
- Kitakyushu
- Kioto
- Kobe
- Kochi
- Kumamoto

- Matsuyama → Tram van Matsuyama
- Nagasaki
- Nagoya
- Okayama
- Osaka
- Sapporo
- Takaoka
- Kita,Tokio
- Toyama
- Toyohashi
- Yokohama

België ·
Canada ·
Duitsland ·
Frankrijk ·
Japan ·
Nederland ·
Oekraïne ·
Oostenrijk ·
Polen ·
Roemenië ·
Rusland ·
Verenigd Koninkrijk ·
Verenigde Staten ·
Zwitserland